# Shin Yu-na
Shin Yu-na (Hangul: 신유나, Hanja: 申有娜, Hán-Việt: Thân Hữu Na, sinh ngày 9 tháng 12 năm 2003), còn được biết đến với nghệ danh Yuna (Hangul: 유나), là một nữ ca sĩ, rapper và người mẫu người Hàn Quốc, thành viên của nhóm nhạc nữ ITZY được thành lập và quản lý bởi công ty JYP Entertainment. Trong đội hình nhóm, cô đảm nhiệm vị trí nhảy phụ, rap phụ, hát phụ, visual và maknae.

## Tiểu sử và sự nghiệp

### Trước khi ra mắt
Shin Yuna sinh ngày 9 tháng 12 năm 2003 tại Wonju, là con út trong gia đình có hai chị em. Cô tốt nghiệp cấp hai vào tháng 12 năm 2018 và đã theo học tại trường Trung học Nghệ thuật Hanlim, chuyên ngành nhảy ứng dụng.
Yuna từng tham gia chơi khúc côn cầu khoảng 4 năm vào lúc cô 11 đến 15 tuổi. Cô cũng nhận được giải thưởng 'Người chơi xuất sắc nhất' trong các trận đấu của câu lạc bộ thể thao trường trung học Gyeonggi.
Năm 2015, Yuna được tuyển vào JYP Entertainment khi đi xem KBS Gayo Festival.

### 2019: ra mắt cùng ITZY
Sau 4 năm thực tập, vào ngày 20 tháng 1 năm 2019, JYP Entertainment thông báo rằng Yuna cùng với các thành viên: Yeji, Lia, Ryujin và Chaeryeong sẽ debut trong nhóm nhạc nữ mới mang tên "ITZY". Ngày 12 tháng 2 cùng năm, Yuna chính thức ra mắt với tư cách là thành viên ITZY cùng 4 thành viên còn lại với album đĩa đơn IT'z Different cùng bài hát chủ đề "Dalla Dalla".

## Danh sách những hoạt động

### Xuất hiện:
- MV Love Yourself Highlight Reel, đóng cùng BTS Jungkook
- Stray Kids tập 1

### Hoạt động cùng ITZY:
| Năm  | Tên                         | Thành viên | Ghi chú                         |
| ---- | --------------------------- | ---------- | ------------------------------- |
| 2019 | Weekly Idol                 | Tất cả     | Tập 419                         |
| 2020 | Weekly Idol                 | Tất cả     | Tập 451                         |
| 2020 | Weekly Idol                 | Tất cả     | Tập 473                         |
| 2021 | Weekly Idol                 | Tất cả     | Tập 510                         |
| 2020 | Paris et Itzy               | Tất cả     | Chương trình thực tế            |
| 2019 | Prison Life Of Fools        | Tất cả     | Tập 21, 22                      |
| 2020 | Bu:QUEST of ITZY            | Tất cả     | Tập 1 - 11                      |
| 2019 | ITZY IDOL LEAGUE            | Tất cả     |                                 |
| 2020 | ITZY IDOL LEAGUE            | Tất cả     | Tập 1 - 4, tập 1 - 4            |
| 2020 | IDOL RADIO                  | Tất cả     | Tập 686                         |
| 2020 | Dingo School                | Tất cả     | Tập 1 - 3                       |
| 2021 | 문명특급 - MMTG             | Tất cả     | Tập 170                         |
| 2019 | Master in the House         | Tất cả     | Xuất hiện một đoạn trong tập 60 |
| 2021 | IT’z PLAYTIME               | Tất cả     | Tập 1 - 6                       |
| 2020 | KKINNESS CHALLENGE          | Tất cả     | Tập 3                           |
| 2019 | Knowing Brothers            | Tất cả     | Tập 188                         |
| 2021 | Knowing Brothers            | Tất cả     | Tập 278                         |
| 2019 | Idol Room                   | Tất cả     | Tập 61                          |
| 2019 | ITZY inkigayo Check-in LIVE | Tất cả     | Tập 1 - 2                       |